# Communauté française de renseignement

Organization chart of the French intelligence community

La Communauté française de renseignement (Comunità dell'intelligence francese) è il nome dato a tutti i servizi segreti della Repubblica francese. Questa denominazione è apparsa nel 2000 nei circoli diplomatici e militari francesi.
Nel luglio 2008, a seguito della pubblicazione del "Libro bianco sulla difesa e la sicurezza nazionale",  è stato nominato un Coordinatore per l'intelligence nazionale alla Presidenza della Repubblica e il Conseil national du renseignement ha sostituito come organismo di coordinamento il Comité interministériel du renseignement.

## Storia
Il servizio di informazione militare era il Deuxième Bureau nato nel 1871 alle dirette dipendenze dello Stato maggiore dell'Armée française e sciolto nel 1940.
Il 1º gennaio 1946 nasce il Service de documentation extérieure et de contre-espionnage (SDECE), che nel 1982 diviene Direction générale de la sécurité extérieure (DGSE).
Dalla fusione della Direction de la surveillance du territoire (DST), costituita nel 1907, e della Direction centrale des renseignements généraux (RG), costituita nel 1944, è nata nel 2008 la Direction centrale du renseignement intérieur.

## Organizzazione
Alle dipendenze del Ministro della difesa:
- Direction générale de la sécurité extérieure (Direzione della sicurezza esterna - DGSE), responsabile su spionaggio e intelligence al di fuori del territorio nazionale.
- Direction de la Protection et de la Sécurité de la Défense (Dipartimento per la protezione e sicurezza della Difesa - DPSD), responsabile per la sicurezza del personale, informazioni, materiali e impianti sensibili.
- Direction du Renseignement militaire, (Direzione di intelligence militare - DRM), incaricato di informazioni tattiche e strategiche sui teatri e futuri teatri di operazioni delle forze armate.

Alle dirette dipendenze del Ministro dell'interno: 
- Direction centrale du renseignement intérieur (Direzione di intelligence interna - DCRI), si occupa di controspionaggio e lotta al terrorismo interno.

Alle dipendenze del ministero dell'Economia:
- Direction nationale du renseignement et des enquêtes douanières (DNRED), responsabile per le indagini doganali e movimenti di merci sospette.
- Traitement du renseignement et de l'action contre les circuits financiers clandestins (TRACFIN),  incaricati di intelligence sui traffici finanziari sospetti e clandestini.

## Coordinatore nazionale dell'intelligence
- Bernard Bajolet: 2008-2011
- Ange Mancini: 2011-2013
- Alain Zabulon: 2013-2023
- Pascal Mailhos dal gennaio 2023